# شرلی چیزم
شرلی چیزم (به انگلیسی: Shirley Chisholm) (زاده ۳۰ نوامبر ۱۹۲۴ – درگذشته ۱ ژانویه ۲۰۰۵) سیاست‌مدار، آموزگار و نویسنده اهل ایالات متحده آمریکا بود. در ۱۹۶۸ وی نخستین زن سیاه‌پوست در تاریخ آمریکا بود که به عضویت کنگره ایالات متحده آمریکا درآمد و به مدت هفت دوره (از ۱۹۶۹ تا ۱۹۸۳) نماینده حوزه انتخابیه دوازدهم نیویورک بود. نماینده دموکرات از نیویورک در مجلس نمایندگان آمریکا بود که در سال ۱۹۷۲ برای انتخابات ریاست‌جمهوری کاندید شد. دربارهٔ کمپین او زیاد صحبت شد. او نخستین زن آفریقایی‌تباری بود که در سال ۱۹۶۹ در کنگره انتخاب شد. از اعضای اصلی انجمن آفریقایی‌تبارها و انجمن ملی زنان سیاستمدار هم بود.
او در ۱۹۷۲ اولین نامزد سیاه‌پوست یکی از احزاب اصلی برای احراز پست ریاست جمهوری آمریکا و اولین زنی شد که از سوی حزب دموکرات برای ریاست‌جمهوری نامزد می‌شد. همچنین برندهٔ جایزه نشان افتخار آزادی رئیس‌جمهوری شده‌است.
چیزم در سال ۱۹۹۱ در فلوریدا بازنشسته شد. در ۱۹۹۳ رئیس‌جمهور بیل کلینتون او را برای سفارت آمریکا در جامائیکا نامزد کرد اما او به دلیل ضعف سلامتی آن را نپذیرفت. در همان سال او به تالار ملی مشاهیر زن آمریکا راه یافت.
میراث او در انتخابات مقدماتی حزب دموکرات سال ۲۰۰۸ که طی آن باراک اوباما و هیلاری کلینتون اولین نبردشان را تجربه کردند، خود را نشان داد. جایی که از یک سو، اولین رئیس‌جمهور سیاه‌پوست قرار داشت و از سوی دیگر، اولین رئیس‌جمهور زن و این میراث، راه را برای هردوی آن‌ها هموار می‌کرد.
چیزم در اول ژانویه ۲۰۰۵ در اورموند بیچ در نزدیکی دیتونا بیچ و پس از سال‌ها بیماری درگذشت. او در قبرستانی در بوفالو دفن شد جایی که روی مقبره‌اش نوشته شده نخریدنی و بدون رئیس.